# Rue Pierre-Fontaine
Pour les articles homonymes, voir Rue de la Fontaine.
La rue Pierre-Fontaine est une rue du 9e arrondissement de Paris.
Souvent dénommée « rue Fontaine », elle est officiellement renommée en 2004 « rue Pierre-Fontaine », mais reste connue des Parisiens sous la simple dénomination de « rue Fontaine ».

## Situation et accès
Située dans le quartier Saint-Georges, la rue Fontaine commence aux 2, rue Chaptal et 51, rue Pigalle et se termine au 1, place Blanche. 
Cette voie est d'une longueur de 370 m et d'une largeur de 12 m.
Le quartier est desservi par la ligne 2 à la station Blanche.

## Origine du nom

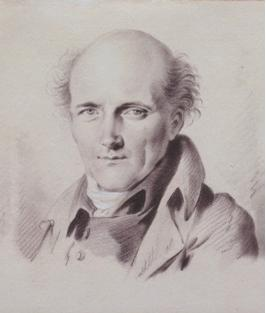
Pierre Fontaine.

La rue prend le nom de « rue Fontaine-Saint-Georges » lors de son ouverture en 1826 ; elle porte ainsi, entre autres, le nom de l'architecte Pierre Fontaine (1762-1853), de son vivant.
Elle est ensuite[Quand ?] renommée simplement « rue Fontaine ».
En 2004, elle est explicitement renommée « rue Pierre-Fontaine ».

## Historique
La rue Fontaine est ouverte, sur les terrains de MM. Jonas Hagerman et Sylvain Mignon, par ordonnance royale du 2 février 1826 lors de l'ouverture des rues dans le quartier de l'Europe. Elle prend le nom de « rue Fontaine-Saint-Georges » le 5 août de la même année :
« Charles, etc., vu le plan d'alignement de plusieurs rues et places, que les sieurs Hagerman et Mignon ont demandé l'autorisation de former sur les terrains à eux appartenant, et, situés entre les rues de Valois et de la Bienfaisance, et le mur d'enceinte de notre bonne ville de Paris, depuis la barrière de Mousseaux jusqu'à celle de Montmartre ; etc. :
- Article 1 : les sieurs Jonas Hagerman et Sylvain Mignon sont autorisés à former sur leurs terrains, situés entre les rues de Valois et de la Bienfaisance, du Rocher et de Saint Lazare, et le mur d'enceinte de la ville de Paris, les rues et places indiquées au plan ci-joint, savoir :
  - 15° Enfin, une rue (rue Fontaine-Saint-Georges) en continuation de celle déjà ouverte dans la direction du carrefour de la rue des Martyrs, près de la nouvelle église de Notre-Dame de Lorette, à la barrière Blanche. »

## Bâtiments remarquables et lieux de mémoire
- No 1 : l'artiste Paul Gavarni habite cette maison de 1837 à 1846[1].
- No 6 : adresse depuis 1965 de la discothèque Bus Palladium. Ancien Casino et Alcazar Fontaine, puis théâtre des Deux-Masques en 1906 et théâtre du Cinématographe en 1907. Folies Royales en 1908, Princesse Théâtre en 1909, puis redevient théâtre des Deux-Masques en 1909 et cabaret de l'abbé Constantin. En 1929, ouverture du Cotton Club, boîte de jazz, dirigé par Jack Landorff[2] où Sidney Bechet et Louis Armstrong firent des jam sessions[3]. En avril 2022, le Bus Palladium ferme définitivement ses portes pour laisser place à un hôtel de luxe (il est alors néanmoins prévu de conserver une salle de spectacles au premier sous-sol)[4]. Une dernière soirée s’y déroule le samedi 2 avril 2022[5].
- No 10 : emplacement d'un ancien cimetière sur lequel se succédèrent divers établissements de spectacles comme El Garron, racheté en 1931 par Volterra qui en fit une boîte de jazz, La Boîte à Matelots, où joua Django Reinhardt[réf. nécessaire]. Rachetée en 1951 par André Puglia qui en fit le théâtre Fontaine.
- No 15 : cabaret L'Escadrille dirigé par Eugene Bullard dans les années 1930.
- No 16 bis : cabaret Les Décadents en 1893, direction Jules Jouy, repris en 1896 par Marguerite Duclerc sous le nom de Concert Duclerc,  devient un cabaret de nuit le Joe Zelli's (ou Chez Joe Zelli[6]), dans les années 1930[7],[8],[9], ou Royal Box). Après le départ de Zelli, toujours durant la même décennie, s'y tient le spectacle Chez les Nudistes, de Charles Tutelier[10].

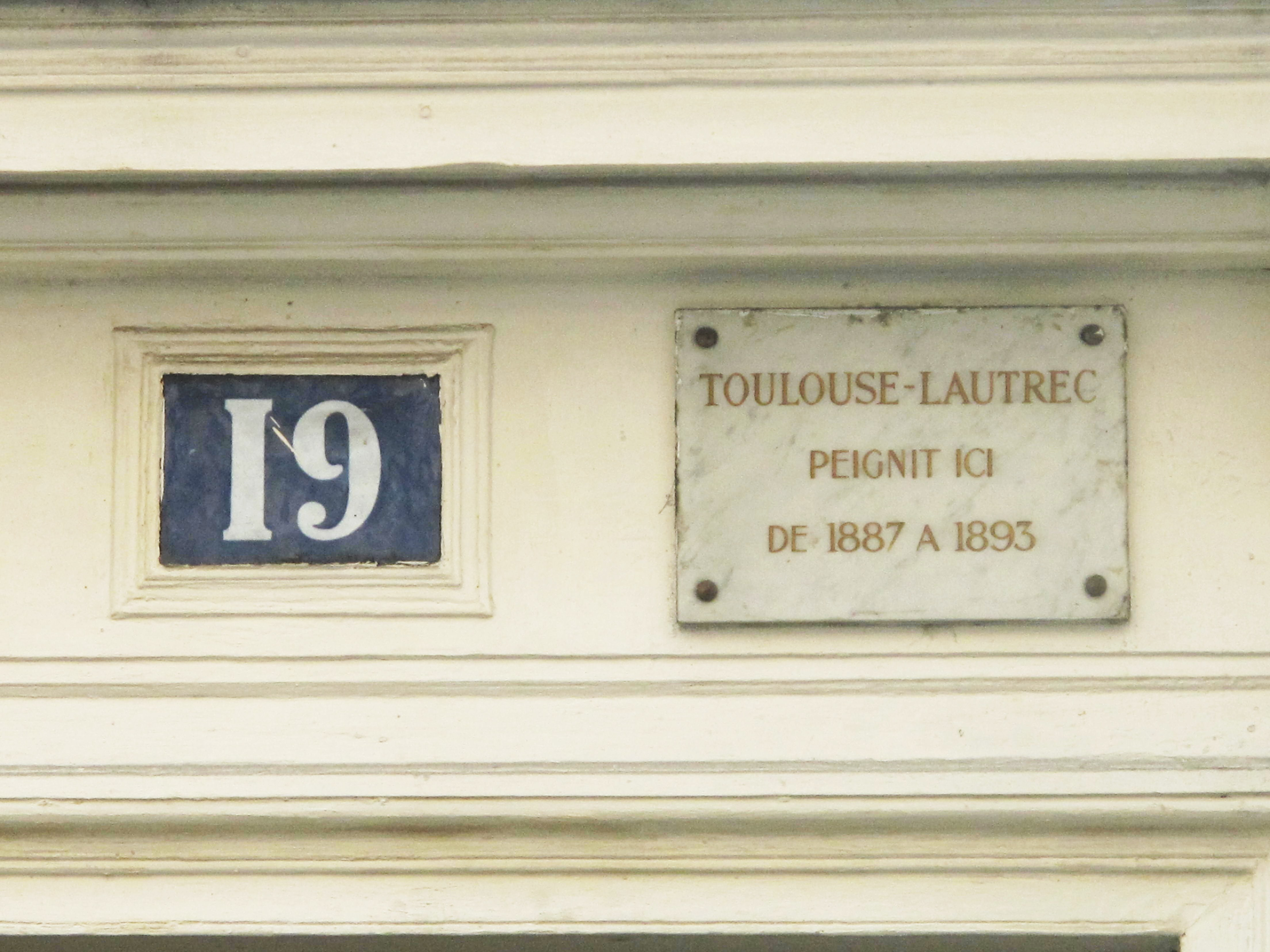
Plaque au no 19 rendant hommage au peintre Henri de Toulouse-Lautrec.

- No 19 : le docteur Henri Bourges y hébergea Henri de Toulouse-Lautrec[réf. nécessaire]. Une plaque lui rend hommage.
- No 19 bis : domicile du peintre Edgar Degas[11]. Le peintre René Grenier y avait son atelier, il hébergea Henri de Toulouse-Lautrec[réf. nécessaire].
- No 21 : Henri de Toulouse-Lautrec logea également ici. Edgar Degas y avait son atelier au fond de la cour[réf. nécessaire].
- No 23 : Mimie Mathy habita à cette adresse[réf. nécessaire].
- No 25 : emplacement du cabaret La Nouvelle Ève, ancien théâtre des Fantaisies-Parisiennes, au-dessus duquel habita Léon Gandillot, auteur de vaudevilles. Atelier personnel de Pierre-Victor Galland, et atelier du peintre Georges Bonnemaison (1852-1885).
- No 28 : en 1867, emplacement de la légation du Venezuela. Également ancien bâtiment de l'Académie Julian.
- No 30 : le mage Edmond y commença sa carrière[réf. nécessaire]. Le peintre Constant Troyon (1810-1865) y demeura à partir de 1845[12].
- No 34 : l'architecte Adolphe Dervaux y est né.

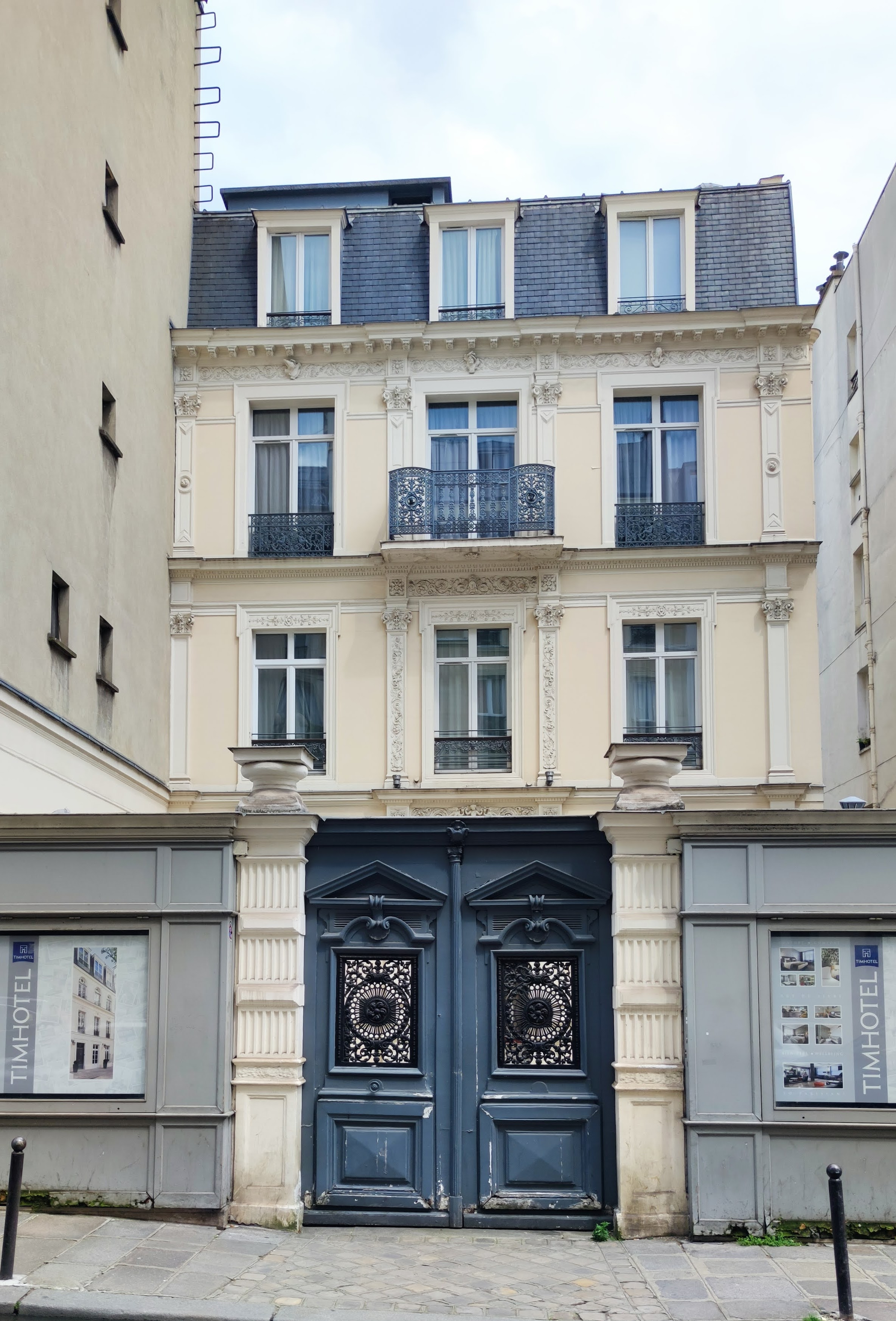
No 36.

- No 37 : emplacement de l'académie de peinture fondée par Rodolphe Julian, dite Académie Julian. Le peintre Tony Minartz y résida.
- No 38 bis : Camille Pissarro y vécut[réf. nécessaire].

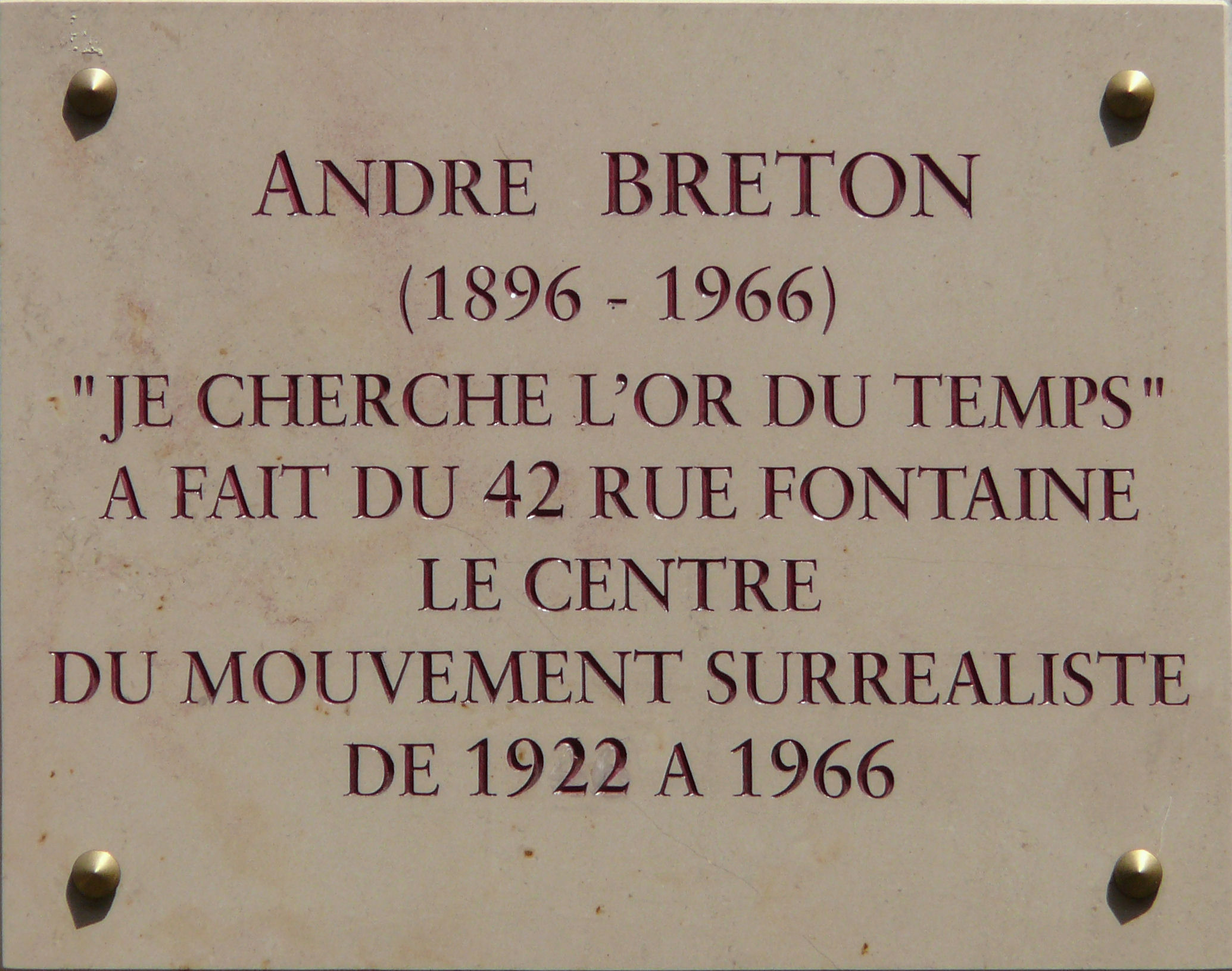
Plaque au no 42 rendant hommage à l’écrivain et cofondateur du surréalisme André Breton.

- No 42 : le poète surréaliste André Breton (1896-1966) y vécut[13] jusqu’à sa mort[14] ; une plaque commémorative lui rend hommage. Le peintre Henri-Arthur Bonnefoy (1839-1917), y avait sa résidence et son atelier jusqu'à sa mort[réf. nécessaire]. Le peintre Charles Tillot y avait son appartement, non loin de celui  de son ami Edgar Degas[réf. nécessaire]. À cette adresse se trouve aussi la salle de spectacle « la Comédie de Paris ».
- No 45 : l'écrivain Auguste de Villiers de l'Isle-Adam y résida[réf. nécessaire]. Le médium Marcel Belline ouvre un cabinet de voyance à cette adresse, vers 1954–1955, où il exerce jusqu’au milieu des années 1980[15].

### La rue Pierre-Fontaine dans la culture
- Au chapitre 69 du Comte de Monte-Cristo de Dumas, y habite au no 5 Lord Wilmore, alias du comte.
- Au premier chapitre de Bel-Ami, de Maupassant, M. Forestier y habite au no 17 et y invite Georges Duroy.
- 1964 : dans Les Barbouzes de Georges Lautner, le personnage d'Amaranthe, interprété par Mireille Darc, dit avoir vendu des cigarettes rue Fontaine à l'âge de 16 ans.
- 1966 : dans sa chanson Qui est « in » qui est « out », Serge Gainsbourg mentionne le Bus Palladium et précise que l'établissement est situé rue Fontaine.
- 1984 : Rue Fontaine (segment du film à sketchs Paris vu par… 20 ans après), court métrage (17 min) de Philippe Garrel, avec Christine Boisson, Jean-Pierre Léaud, Philippe Garrel. Argument : René, désespéré par le départ de son amie, tombe amoureux d'une jeune femme qui se suicide le lendemain. Ce film est passé dans la section parallèle du festival de Cannes 1984.
- Rue Fontaine, CD maxi de Marc Lavoine, sorti en 1990 chez Polygram.